# وینک پیچل
وینک پیچل (انگلیسی: Vinc Pichel؛ زادهٔ ۲۳ نوامبر ۱۹۸۲) ورزشکار هنرهای رزمی ترکیبی اهل ایالات متحده آمریکا است. وی از سال ۲۰۰۹ میلادی تاکنون مشغول فعالیت بوده‌است.